# Grande Reportagem (revista)
A Grande Reportagem foi uma revista semanal portuguesa de informação, lançada a 7 de dezembro de 1984. Inspirada no programa de televisão homónimo, teve como primeiro diretor José Manuel Barata Feyo, e como membros da redação antigos nomes do programa, como Miguel Sousa Tavares, Rui Araújo ou Joaquim Furtado. A primeira encarnação da revista durou cerca de meio ano, até 15 de junho de 1985, tendo regressado às bancas em dezembro de 1989, pelas mãos das Publicações Dom Quixote, novamente dirigido por Barata Feyo, que viria ser substituído por Miguel Sousa Tavares, no ano seguinte. António Lobo Antunes e Agostinho da Silva foram alguns dos nomes que assinaram artigos na revista durante este período.
A revista viria a sofrer alterações na viragem do Milénio, com várias mudanças de editoriais, até ter sido definitivamente extinta, em dezembro de 2005, quando já operava como suplemento das edições de sábado dos jornais Diário de Notícias e do Jornal de Notícias.
O regresso da revista foi colocado em cima da mesa, em 2009, pelas mãos do grupo Lena, mas tal não se concretizou.